# Johann Andreas Benignus Bergsträsser

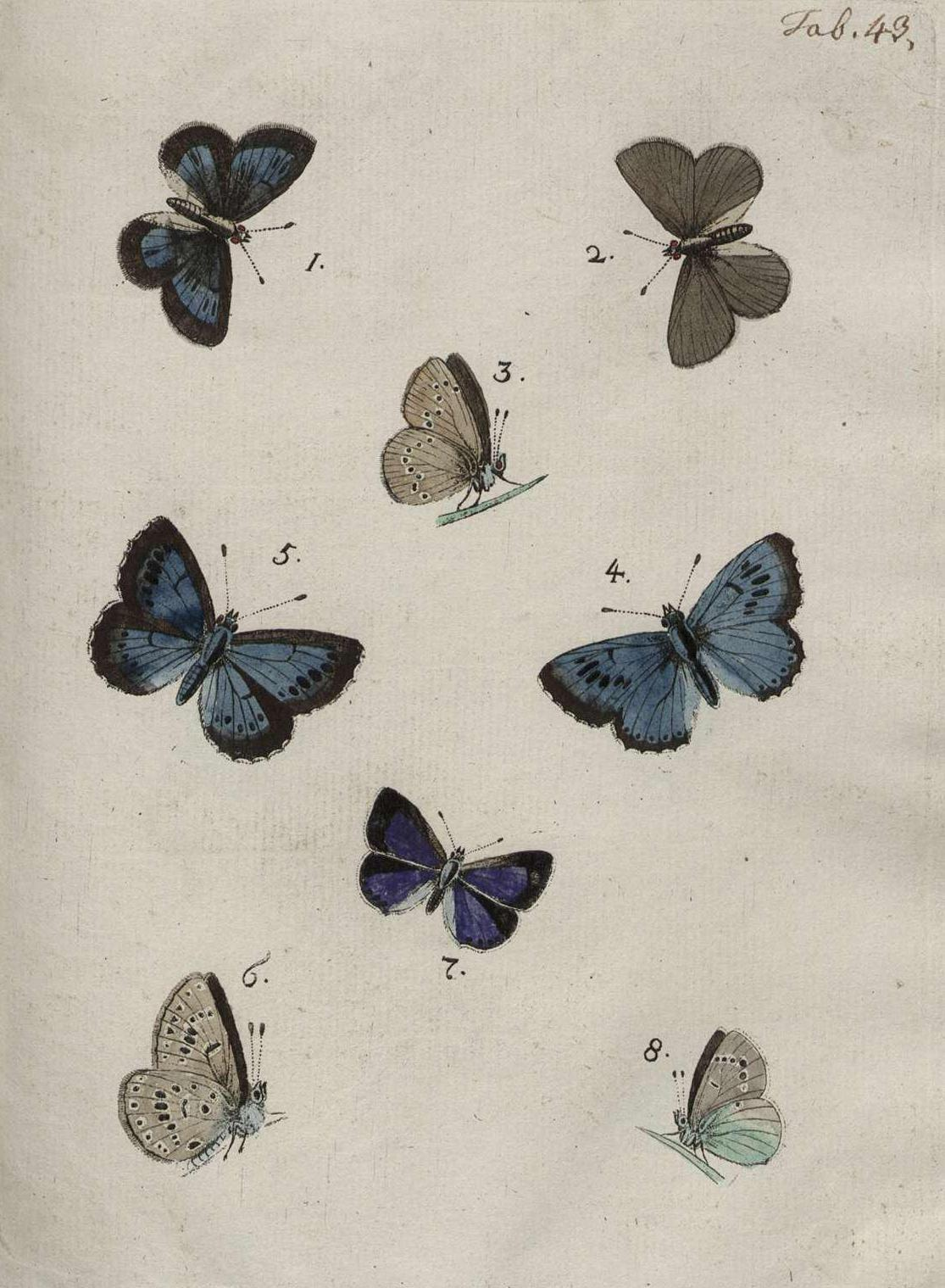
Tablica z dzieła entomologicznego Bergsträssera Nomenclatur und Beschreibung der Insecten in der Grafschaft Hanau: Münzenberg (Hanau, 1779)

Johann Andreas Benignus Bergsträßer (ur. 21 grudnia 1732 w Idstein, zm. 24 grudnia 1812 w Hanau) – niemiecki entomolog, radca konsystorza (Konsistorialrat). Od 1760 rektor Gimnazjum Ewangelickiego w Hanau. Pracował także nad wynalazkiem telekomunikacji dla celów wojskowych, wykorzystując do tego celu sygnały dymne, świetlne (lustra, pochodnie), sygnały dźwiękowe (eksplozje, trąby, ogień artyleryjski).

## Życiorys
Urodził się w Idstein, jako syn pisarza miejskiego Gottfrieda Wilhelma i jego żony z domu Petri. Jego dziadek był uznanym rusznikarzem. Ukończył gimnazjum w rodzinnym mieście, następnie studiował teologię i filologię na Uniwersytecie w Jenie (1751) i Uniwersytecie w Halle (1752). Od 1756 do 1758 był nauczycielem w sierocińcu w Halle. Następnie na ponad rok wyjechał do Holandii, gdzie starał się o stanowisko kapelana przy ambasadzie w Madrycie. W 1760 zgodził się objąć urząd rektora Gimnazjum Ewangelickiego w Hanau. W 1775 powołany na katedrę w Ratyzbonie, otrzymał tytuł profesora zwyczajnego filozofii. W 1774 przyznano mu rangę radcy konsystorza (Konsistorialrat). Zmarł 24 grudnia 1812 w Hanau.
21 listopada 1760 ożenił się z Clarą Margarethe Cancrin (1739-1814), siostrą mineraloga Franza Ludwiga von Cancrina. Małżeństwo miało liczne potomstwo. Praprawnukiem Bergsträßera był architekt Karl Albrecht Haupt.
Pozostawił liczne prace poświęcone pedagogice, teologii i historii naturalnej. Opublikował dzieło poświęcone owadom Hanau i Wetterau. W 1784 roku, wyprzedzając o kilka lat wynalazek Chappego, wynalazł telegraf optyczny, mający zapewnić komunikację między Lipskiem a Hamburgiem. Korespondował z Albrechtem von Hallerem i Goethem.

## Wybrane prace
- Gedanken von der Erziehung biegsamer Kinder. 1. Stück. Hanau 1761.
- Gedanken von der Erziehung biegsamer Kinder. 2. Stück. Hanau 1762.
- Amalia Elisabeth, oder das ähnliche der gegenwärtigen Zeiten mit den älteren Hessischen. Eine Schulrede. Hanau 1764.
- Die Frage, wie macht sich ein rechtschaffener Untertan den Antritt der Regierung seiner Fürsten fruchtbar und lebendig, in einer Schulrede erörtert. Hanau 1764
- Einige Gedanken von den Beispielen in Beziehung auf junge Leute. Hanau 1764
- Philippe le Magnamine de Hesse. Eine Schulrede. Hanau 1764
- Gedanken vom Genie. Eine Einladungsschrift. Hanau 1770
- Realwörterbuch über die classischen Schriftsteller der Griechen und Lateiner. 7 Bände. Halle, 1772-1781
- An das Hanauische Publikum, ein Sendschreiben. Frankfurt, 1774
- Neue Übersetzungen der römischen Klassiker in Verbindung mit Prof. Ostertag. Frankfurt 1781-1782.
- Observatorum classicorum continuatio III. IV. in Georgica I. II.. 1773
- Entomologia erxlebeniana in scholarum usus concinnata. Hanoviae: Typis Orphanotrophei, 1776
- An das Hanauische Publikum; eine Schulrede zum Andenken an K. F. Schnepps. Frankfurt, 1776
- De priscorum philosophorum theologia. Hanau 1776
- Einige Vorschläge zu einer allgemeinen Schulreformation. Hanau 1777
- Chronologiae historicae particula prima (-secunda), scholarum in usus concinnatae, qua ad solemnem lycei lustrationem.... Hannover, 1778
- Nomenclatur und Beschreibung der Insecten in der Grafschaft Hanau: Münzenberg wie auch der Wetterau und der angränzenden Nachbarschaft dies und jenseits des Mains mit erleuchteten Kupfern. Hanau: Im Verlage des Verfassers
  - Erster Jahrgang, 1778
  - Zweiter Jahrgang, 1779
  - Dritter Jahrgang, 1779
  - Vierter Jahrgang, 1780
  - Tafeln
- Icones papilionum diurnorum quotquot adhuc in Europa occurrunt descriptae. Hanoviae, 1779
- Abbildungen und Beschreibungen aller bekannten europäischen Tagfalter. Hanau 1779.
- Entomologia scholarum in usus Concinnata. Hanoviae: Typis Wolfianis, 1784
- Quaestiones psychologicae in scholarum usum concinnatae quibus Lycei Hanoviensis Lutherani lustrationem vernam d. 18. mart. habendam: qua decet pietate et observantia indicit. 1785
- Ueber sein am ein und zwanzigsten December. 1784 angekündigtes Problem einer Korrespondenz in ab- und unabsehbaren Weiten der Kriegsvorfälle, oder über Synthematographik.... Hanau, 1785
- Epistolarum selectarum sylloge, in usum Lycei Luther Hanoviensis. Hanau 1786
- An das Hanauische Publikum. Hanau 1787.
- Variarum in Virgilianam latinitatem notarum specimen. Hanau, 1788
- Elementaralgebra zum Gebrauch für Gymnasien und Schulen. Frankfurt am Main: bei Philipp Wilhelm Eichenberg, 1789
- Elementaralgebra zum Gebrauch für Gymnasien und Schulen. Frankfurt 1789.
- Elementargoemetrie zum Gebrauch für Schulen. Frankfurt 1789
- Die Dezimalbrüche und Logarithmen zum Gebrauche für Schulen. Hanau 1789.
- Beispiel einer Phraseologie, wie sie vielleicht in Schulen nicht zur zu dulden, sondern einzuführen wäre, wenigstens in den beiden oberen Klassen. Hanau 1789
- Über Signal, Order und Zielschreiberei in die Ferne oder über Synthematographe und Telegraphe in der Vergleichung, aufgestellt mit Urkunden zur Ehre der Britten und Teutschen gegen die Franzosen und ihre anmaßliche Erfindung. Frankfurt 1795